# مستر بانک
مستر بانک (روسی: Мастер-банк) یک بانک خصوصی در مسکو بود. از سال ۲۰۱۲، این بانک شصت و نهمین بانک بزرگ روسیه بود.  مجوز بانکی مستر بانک در ۲۰ نوامبر ۲۰۱۳ توسط بانک مرکزی روسیه پس گرفته شد. در ۱۶ ژانویه ۲۰۱۴، دادگاه داوری مسکو ورشکستگی مستر بانک را اعلام کرد.

## فعالیت‌ها
مستر بانک در زمینه اعطای وام شرکتی، اعطای وام به مشاغل کوچک و متوسط، وام به اشخاص حقیقی، خدمات رسانی به مشتریان تجاری، تجارت و امور مالی پروژه، عملیات بین‌المللی، صدور و خدمات کارت‌های اعتباری، بانکداری خرد، سپرده گذاری، عملیات در بازارهای مالی و … فعال بود.
بسیاری از مشتریان تجاری در برنامه‌های مختلف برندسازی مشترک با بانک شرکت داشتند.